# Rickettsies (maladie professionnelle)
 (juillet 2016).
Une ricketsiose peut être reconnue comme maladie professionnelle en France sous certaines conditions.
Cet article relève du domaine de la législation sur la protection sociale et a un caractère plus juridique que médical. Pour la description des maladies concernées se reporter à l'article suivant :

## Législation enFrance

### Régime général
| Fiche Maladie professionnelle | Fiche Maladie professionnelle | Fiche Maladie professionnelle |
| Ce tableau définit les critères à prendre en compte pour qu'une infection par les rickettsies soit prise en charge au titre de la maladie professionnelle | Ce tableau définit les critères à prendre en compte pour qu'une infection par les rickettsies soit prise en charge au titre de la maladie professionnelle | Ce tableau définit les critères à prendre en compte pour qu'une infection par les rickettsies soit prise en charge au titre de la maladie professionnelle    |
| Régime Général. Date de création : 9 novembre 1972 | Régime Général. Date de création : 9 novembre 1972 | Régime Général. Date de création : 9 novembre 1972 |
| Tableau no 53 RG | Tableau no 53 RG | Tableau no 53 RG |
| Affections dues aux rickettsies | Affections dues aux rickettsies | Affections dues aux rickettsies |
| --- | --- | --- |
| Désignation des Maladies | Délai de prise en charge | Liste indicative des principaux travaux susceptibles de provoquer ces maladies                                                                               |
| - A - Rickettsioses Manifestations cliniques aiguës. | 21 jours | Travaux effectués dans les laboratoires spécialisés en matière de rickettsies ou de production de vaccins. Travaux effectués en forêt de manière habituelle. |
| - B - Fièvre Q | | |
| Manifestations cliniques aiguës. | 21 jours | Travaux exposant au contact avec des bovins, caprins, ovins, leurs viscères ou leurs déjections.                                                             |
| Manifestations chroniques : - Endocardite ; - Hépatite granulomateuse.                                                                                    | 10 ans | Travaux exécutés dans les laboratoires effectuant le diagnostic de fièvre Q ou des recherches biologiques vétérinaires.                                      |
| Pour tous les cas désignés en A et B, le diagnostic doit être confirmé par un examen de laboratoire spécifique.                                           | | |
| Date de mise à jour : 8 mai 1988 | | |

### Régime agricole
| Fiche Maladie professionnelle | Fiche Maladie professionnelle | Fiche Maladie professionnelle |
| Ce tableau définit les critères à prendre en compte pour qu'une infection par les rickettsies soit prise en charge au titre de la maladie professionnelle | Ce tableau définit les critères à prendre en compte pour qu'une infection par les rickettsies soit prise en charge au titre de la maladie professionnelle | Ce tableau définit les critères à prendre en compte pour qu'une infection par les rickettsies soit prise en charge au titre de la maladie professionnelle    |
| Régime Agricole. Date de création : 28 janvier 1988 | Régime Agricole. Date de création : 28 janvier 1988 | Régime Agricole. Date de création : 28 janvier 1988 |
| Tableau no 49 RA | Tableau no 49 RA | Tableau no 49 RA |
| Affections dues aux rickettsies | Affections dues aux rickettsies | Affections dues aux rickettsies |
| --- | --- | --- |
| Désignation des Maladies | Délai de prise en charge | Liste indicative des principaux travaux susceptibles de provoquer ces maladies                                                                               |
| - A - Rickettsioses Manifestations cliniques aiguës. | 21 jours | Travaux effectués dans les laboratoires spécialisés en matière de rickettsies ou de production de vaccins. Travaux effectués en forêt de manière habituelle. |
| - B - Fièvre Q | | |
| Manifestations cliniques aiguës. | 21 jours | Travaux exposant au contact avec des bovins, caprins, ovins, leurs viscères ou leurs déjections.                                                             |
| Manifestations chroniques : - Endocardite ; - Hépatite granulomateuse.                                                                                    | 10 ans | Travaux exécutés dans les laboratoires effectuant le diagnostic de fièvre Q ou des recherches biologiques vétérinaires.                                      |
| Pour tous les cas désignés en A et B, le diagnostic doit être confirmé par un examen de laboratoire spécifique.                                           | | |
| Date de mise à jour : | | |

## Fièvre Q

### Données bactériologiques
La  fièvre Q , ou coxiellose, est une maladie causée par la bactérie Coxiella burnetii. Ce micro-organisme est répandu dans le monde entier, les réservoirs de l’agent pathogène sont nombreux chez les mammifères sauvages et domestiques : on le retrouve chez les bovins, les moutons, les chèvres et autres mammifères domestiques, ainsi que les chats et les chiens. La transmission de l'infection se fait par voie aérienne par l’inhalation de particules contaminées en suspension dans l’air et le contact cutané ou muqueux avec les selles, l'urine, les sécrétions vaginales, le sperme, le lait, le placenta des animaux infectés. La durée de la période d'incubation est de 9 à 40 jours. Il est admis qu’il s’agit de la maladie infectieuse probablement la plus contagieuse qui existe, car un être d'humain peut être infecté par une bactérie unique.
De ce fait, la fièvre Q est une maladie à déclaration obligatoire au Québec.

### Histoire
Cette maladie a été décrite pour la première fois par Edouard Holbrook Derrick chez les ouvriers d’un abattoir à Brisbane, au Queensland, en Australie. Historiquement le terme « Q » pour « question » a été choisi à un moment où l'agent causal de l’affection était inconnu.
En 1937, la bactérie a été isolée pour la première fois par Frank Macfarlane Burnet et Freeman chez un patient de Derrick et a été identifié comme étant de l’espèce Rickettsie . En 1938 dans le Montana, aux États-Unis, H.R. Cox et Davis ont isolé chez des tiques un microbe pathogène, appelé  Rickettsia diasporica, il a été considéré non pathogène jusqu'à ce que des techniciens de laboratoire aient été infectés ; il a été officiellement baptisé  coxiella burnetii la même année.  Coxiella burnetii n'est plus considéré comme étroitement lié à l’espèce des Rickettsies.

### Données professionnelles
L'agent pathogène peut être retrouvé partout dans le monde à l’exception de l’Antarctique et de la Nouvelle-Zélande. 
En Europe, il se manifeste plutôt sous la forme d’une hépatite que d’une pneumonie comme aux États-Unis. La bactérie est extrêmement résistante et infectieuse : un organisme unique est capable de provoquer une infection.
La voie de contamination la plus courante de l'infection est l’inhalation de poussière contaminée, le contact du lait, de la viande, de la laine contaminée et, plus particulièrement les produits de la mise bas. Les tiques peuvent transmettre l'agent pathogène à d'autres animaux. La transmission d’homme à homme semble extrêmement rare et jusqu'ici n’a été décrite que dans très peu de cas.
Les hommes sont un peu plus souvent affectés que les femmes, ce qui peut très probablement être attribué à des taux d'emploi différents dans des professions spécifiques ainsi que la sécrétion d'œstrogènes chez la femme ayant un rôle protecteur[réf. nécessaire].
Parmi les métiers « à risque » on peut citer, (mais la liste n’est pas limitative) :
- le personnel vétérinaire,
- les ouvriers des parcs à bétail,
- les fermiers,
- les tondeurs,
- les transporteurs d’animaux,
- les techniciens de laboratoire manipulant des échantillons vétérinaires potentiellement infectés ou visitant les abattoirs,
- les équarrisseurs qui traitent les carcasses des kangourous,
- les ouvriers de l’industrie des cuirs et peaux (tannerie).

### Données médicales
La manifestation la plus répandue est un syndrome grippal avec un début brusque, fièvre, malaise, maux de tête violents, myalgies (douleurs des muscles), perte d'appétit, toux sèche, douleur pleurétique, frissons, confusion et symptômes gastro-intestinaux à type de nausées, vomissements et diarrhée. La fièvre dure approximativement 7 à 14 jours.
Pendant sa progression, la maladie peut évoluer vers une pneumonie atypique, qui peut mettre en cause le pronostic vital en raison d’un syndrome de détresse respiratoire aiguë (ARD), de tels symptômes se produisent habituellement pendant les 4 à 5 premiers jours de la maladie.
Plus rarement la fièvre Q provoque une hépatite (granulomateuse)  qui se manifeste par un malaise général, de la fièvre, une augmentation de volume du foie (hépatomégalie), une douleur dans le quadrant supérieur droit de l'abdomen et parfois un ictère (jaunisse).
La forme chronique de la fièvre Q se manifeste principalement  par l’inflammation de la paroi interne du cœur (endocardite)chez un patient présentant une valvulopathie préexistante connue ou méconnue et qui peut survenir des mois ou des années après l’infection initiale. En l’absence de traitement, la maladie est habituellement mortelle. Cependant avec un traitement approprié la létalité atteint 10 %.

### Prévention
Il existe un moyen de prévention efficace de la fièvre de Q  par la vaccination intradermique utilisant un vaccin composé d'organismes tués de  coxiell burnetii . Un test cutané et une analyse de sang préalables à la vaccination doivent être réalisés afin de rechercher s'il y a pas d'immunité préexistante, car la vaccination des sujets immunisés peut avoir comme conséquence une réaction locale sévère. Après injection d'une dose unique de vaccin, l'immunité protectrice dure pendant de nombreuses années et le revaccination n'est généralement pas exigée. Un contrôle sérologique annuel est en principe recommandé. .
En 2001, l’Australie a lancé un programme national de vaccination contre la fièvre de Q pour les personnes travaillant dans des métiers « à risque ».

## Sources spécifiques
- (fr) Tableau no 53 des maladies professionnelles du régime Général
- (fr) Tableau no 49 des maladies professionnelles du régime Agricole

## Sources générales
- (fr) Tableaux du régime Général sur le site de l’AIMT
- (fr) Guide des maladies professionnelles sur le site de l’INRS